# 스트롭코우

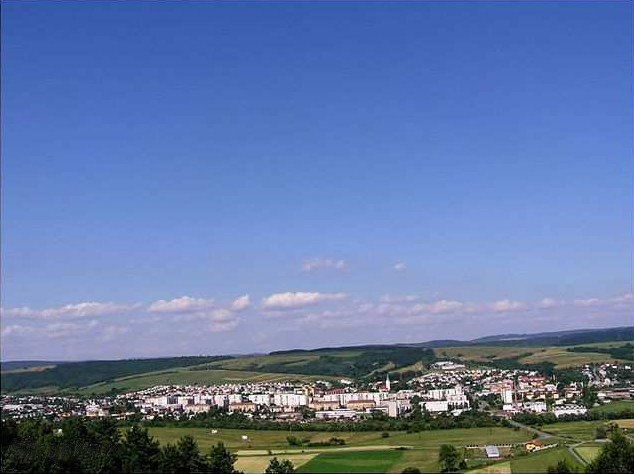
스트롭코우

스트롭코우(슬로바키아어: Stropkov, 헝가리어: Sztropkó 스트롭코[*])는 슬로바키아 프레쇼우 주에 위치한 도시로 면적은 24.667km2, 높이는 202m, 인구는 10,866명(2012년 12월 31일 기준), 인구 밀도는 441명/km2이다.

시 문장